# This Time (Thomas Anders)
This Time è l'ottavo album in studio del cantante tedesco Thomas Anders, pubblicato nel 2004.

## Tracce
1. King of Love – 3:34
2. Independent Girl – 3:41
3. Tonight Is the Night – 3:43
4. Live Your Dream – 3:42
5. Nothings Gonna Stop Me Now – 3:36
6. Playing with Dynamite – 3:12
7. Every Little Thing – 3:40
8. World of Stars – 3:37
9. Night to Remember – 3:18
10. This Time – 3:22
11. In Your Eyes – 4:30
12. How Deep Is Your Love – 3:32
13. Paradise – 4:01